# Arakan (Cotabato)
Arakan è una municipalità di terza classe delle Filippine, situata nella Provincia di Cotabato, nella Regione del Soccsksargen.
Arakan è formata da 28 baranggay:
- Allab
- Anapolon
- Badiangon
- Binoongan
- Dallag
- Datu Ladayon
- Datu Matangkil
- Doroluman
- Gambodes
- Ganatan
- Greenfield
- Kabalantian
- Katipunan
- Kinawayan

- Kulaman Valley
- Lanao Kuran
- Libertad
- Makalangot
- Malibatuan
- Maria Caridad
- Meocan
- Naje
- Napalico
- Salasang
- San Miguel
- Santo Niño
- Sumalili
- Tumanding